# کتابچه گیاهان

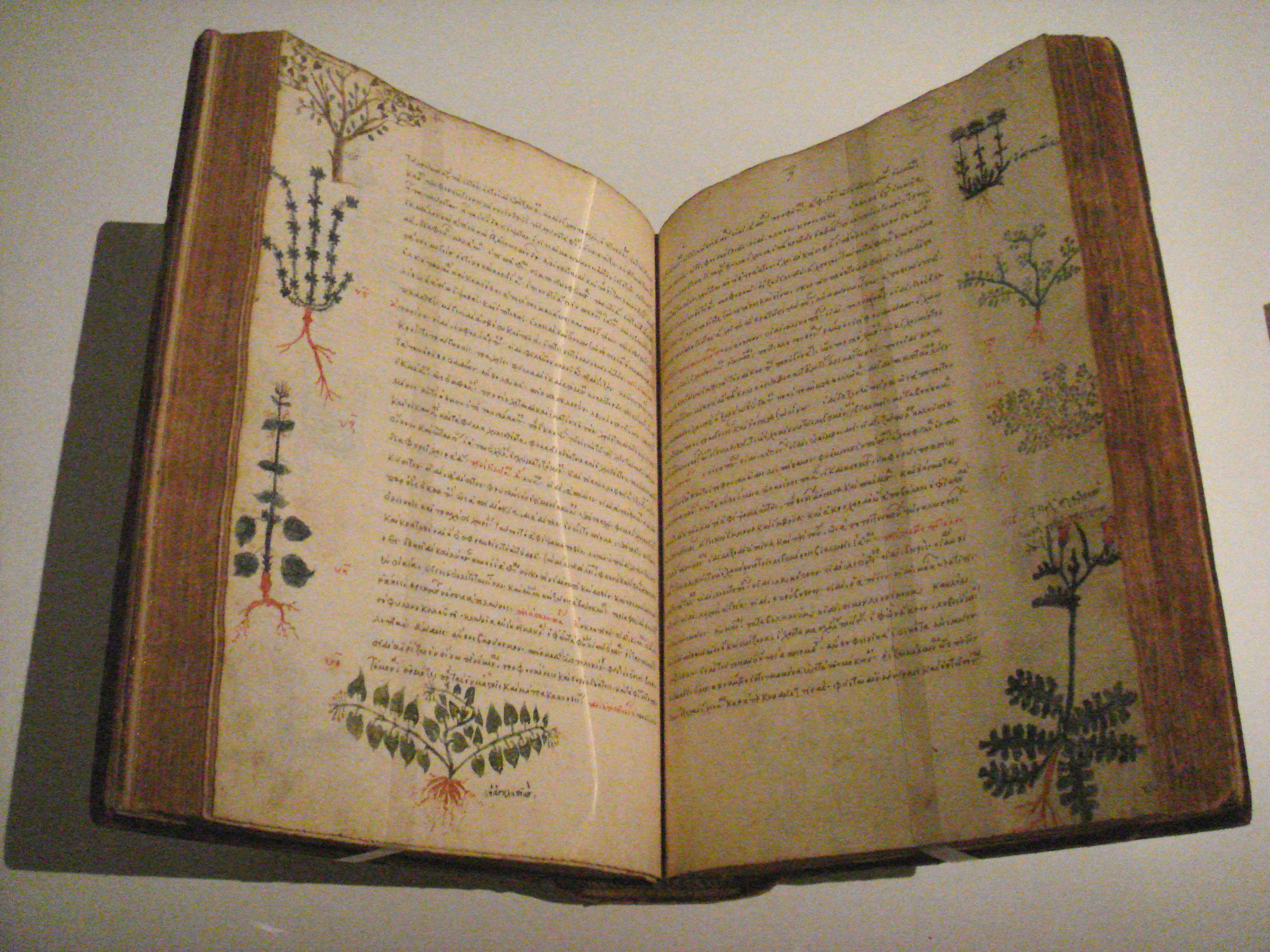
یک کتابچه گیاهان از بیزانس

کتابچه گیاهان یا هربال (Herbal) کتابی دربرگیرنده نام و توصیف گیاهان است که معمولاً اطلاعاتی درباره کاربرد پزشکی، گیاهان مقوی، استفاده در آشپزی، سمی بودن، ایجاد توهم، خصلت آروماتیکی، یا نیروهای جادویی، و افسانه‌های مرتبط با گیاهان در آن آورده می‌شود. این کتابچه ممکن است گیاهانی را که توصیف می‌کند طبقه‌بندی هم بکند.

## نام
کتابچه گیاهان در بسیاری از زبان‌های اروپایی «هربال» (انگلیسی] نامیده می‌شود که از واژه Liber Herbalis در زبان لاتین میانه به معنای «کتاب گیاهان» گرفته شده است. پیش از پدیدآمدن چاپ، چنین نوشته‌هایی به صورت لوح یا طومار نگاشته می‌شده است.

## پیشینه
نخستین کتابچه‌های گیاهان در مصر، سومر، چین و هند نگاشته شد. در ایران از سده‌های میانی نوشته‌هایی درباره نام و ویژگی‌های گیاهان برجای مانده؛ از آن‌جمله در سده نهم میلادی، ««کتاب‌النبات»» از ابوحنیفه دینوری و بخش‌هایی در کتاب «قانون» از ابن سینا.
در سده ۱۶ میلادی نخستین کتاب در این زمینه به زبان انگلیسی نگاشته شد.